# Quin Abbey

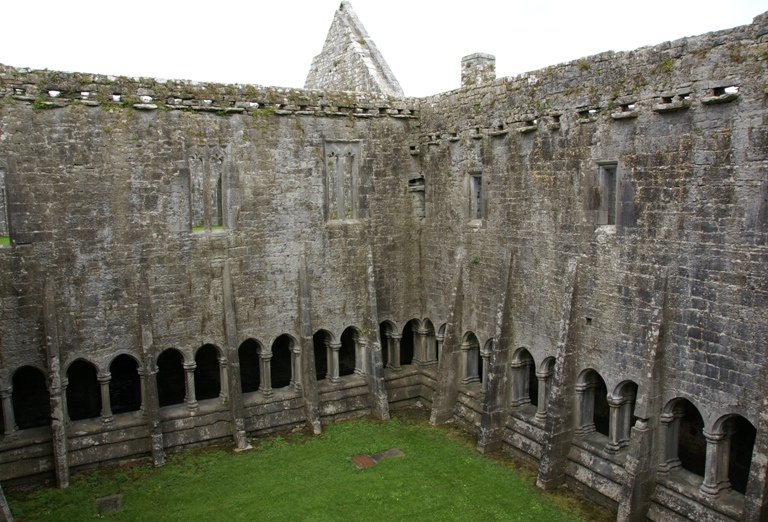
Quin Abbey, binnenplaats van het klooster

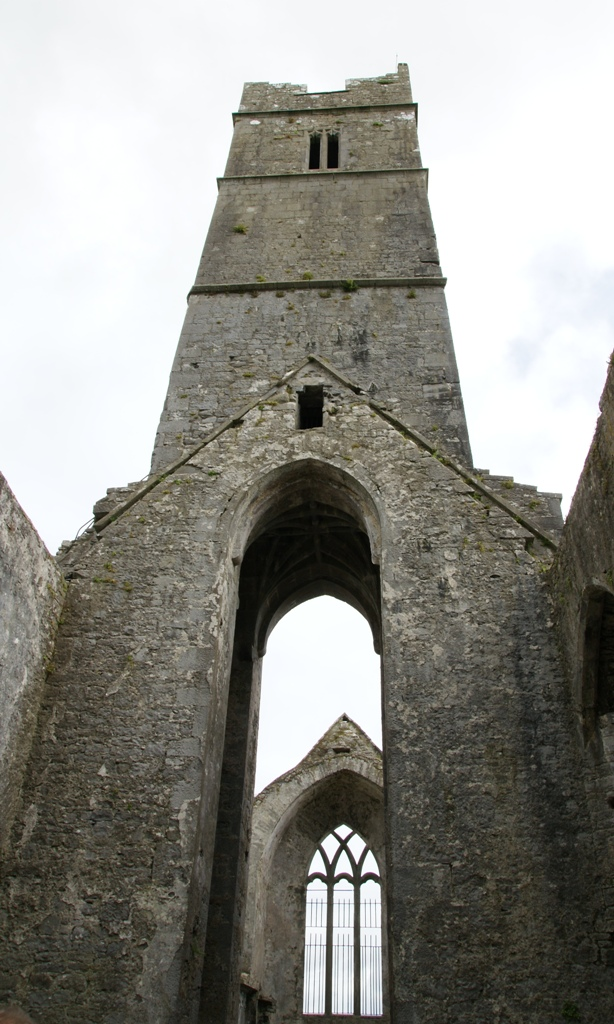
Quin Abbey, kerktoren

Quin Abbey, ook Quin Friary genoemd (Iers: Mainistir Chuinche), is een ruïne van een franciscaner abdij uit de veertiende eeuw, gebouwd op de fundamenten van het dertiende-eeuws kasteel Quin Castle, gelegen in Quin, zo'n tien kilometer ten oosten van Ennis, county Clare, Ierland. Officieel werd de abdij in 1541 opgeheven, al bleven er broeders wonen tot 1820.
In de twintigste eeuw werd er een nieuw franciscaner klooster naast de ruïnes gevestigd.

## Geschiedenis
Rond 1280 bouwde Thomas de Clare, Heer van Thomond, een kasteel met een grote vierkante binnenplaats en een ronde toren op elk van de hoeken. Het kasteel lag aan de rivier Rhine en op de handelsroute tussen Limerick en Galway. In 1286 werd het door Cuvea MacNamara aangevallen om een O'Liddy te wreken en platgebrand.
In 1402 stichtte Sioda Cam MacNamara een franciscaner abdij op de resten van het kasteel. De kerk en de kloostergebouwen waren gereed in 1433. De klokkentoren en de Maria-kapel waren een toevoeging van Mahon MacNamara in 1530. Tijdens de Engelse reformatie in 1541 hief Hendrik VIII van Engeland de abdij op in zijn poging de macht van de kerk in te dammen. In 1547 werden de gebouwen eigendom van Conor O'Brien, graaf van Thomond, die de gebouwen liet vervallen tot een ruïne.
In 1584 werd de abdij veroverd door Donnchadh Beg O'Brien. Engelse troepen maakten dit ongedaan en Donnchadh O'Brien werd, ondanks het pardon dat hem werd gegeven door Elizabeth I van Engeland, opgehangen aan de kerktoren door Sir John Perrot nadat zijn botten met de achterkant van een bijl waren gebroken.
Met behulp van de familie MacNamara werd de abdij hersteld. Ergens in de periode 1584 en 1641 werd het mogelijk te studeren in de abdij en werden 800 studenten ingeschreven. In 1651 vernietigden en ontheiligden de troepen van Oliver Cromwell de abdij en vermoordden alle broeders. In 1667 kwamen er weer franciscaanse broeders naar Quin en herstelden de abdij. Uiteindelijk werden de broeders in 1760 verdreven van de abdij, hoewel broeder John Hogan in de kasteelruïne verbleef tot zijn dood in 1820.

## Bouw
De abdij had een kerk met schip, koor, toren en een transept. Ten noorden van de kerk bevonden zich het klooster en de overige gebouwen. De fundamenten van de torens van het oorspronkelijke kasteel zijn nog te zien. De kerk en het klooster van twee verdiepingen zijn goed bewaard gebleven. Op het kloosterterrein bevinden zich ook de resten van een los staande kerk.
In de Maria-kapel bevinden zich de tombes de MacNamaras. John Fireball MacNamara, de laatste leider van de MacNamaras, is hier begraven.
Quin Abbey is een nationaal monument.